# 何儒龙
何儒龙（1973年5月—），中华人民共和国外交官，现任中华人民共和国驻冰岛特命全权大使。

## 生平
何儒龙曾任驻英国大使馆参赞、新闻和公共外交处主任、外交部礼宾司参赞和外交部礼宾司副司长。2022年2月，出任中华人民共和国驻冰岛大使。